# Francisco Cervelli
Francisco Cervelli (* 6. März 1986 in Valencia, Venezuela) ist ein ehemaliger venezolanischer Baseballspieler in der Major League Baseball (MLB) auf der Position des Catchers.

## Biografie

### Venezuela
Cervelli spielte in Venezuela auf den Positionen Shortstop und Second Baseman, gelegentlich auch als Pitcher. 2003 wurde er von den New York Yankees als internationaler Free Agent unter der Bedingung unter Vertrag genommen, als Catcher zu spielen.

### Minor Leagues
In den Minor Leagues (MiLB) spielte Cervelli im Farmsystem der Yankees. 2007 kam er beim A+-Team Tampa Yankees auf einen Batting Average von .279 mit einer On-Base Percentage von .387 und 2 Home Runs. Die Saison 2008 begann mit einer Verletzung: Im Spring Training brach Cervelli sich bei dem Versuch, die Home Plate zu blockieren, das rechte Handgelenk. Dadurch wurde sein Saisonstart auf Juni 2008 verzögert. Er beendete die Minor-League-Saison beim Double-A-Team Trenton Thunder mit einem Batting Average von .308. Beim gleichen Club begann er auch die Saison 2009. Die Zeitschrift Baseball America zeichnete Cervelli in vier aufeinander folgenden Saisons (2006–2009) als besten defensiven Catcher der Yankees aus.

### Major League
Nach Abschluss der Minor-League-Saison 2008 wurde Cervelli von den Yankees in die Major League berufen. Sein erstes Spiel in der MLB absolvierte er am 18. September 2008 als defensiver Ersatz-Catcher. Nachdem er die Saison 2009 bei Trenton Thunder begonnen hatte, wurde er am 5. Mai 2009 nach einer Verletzung des Yankee-Catchers Jorge Posada erneut in die Major League berufen. Seinen ersten Start als Catcher hatte er am 7. Mai 2009, nachdem auch der zweite Catcher der Yankees José Molina eine Verletzung erlitten hatte. Nach der Rückkehr Molinas von der Verletztenliste wurde Cervelli im Juli 2009 zum Triple-A-Team Scranton/Wilkes-Barre Yankees geschickt, kehrte aber im September 2009 wieder zu den Yankees zurück.
In der Saison 2010 gehört Cervelli als Ersatz-Catcher für Jorge Posada zum 25-Mann-Roster der Yankees. Aufgrund einer Verletzung Posadas kam er in bislang 88 Spielen zum Einsatz.
Nach seiner Verwicklung in den Biogenesis Baseball Skandal akzeptierte Cervelli 2013 eine Sperre von 50 Spielen.

### World Baseball Classic
Bei der World Baseball Classic 2009 spielte Cervelli, dessen Vater in Italien geboren wurde, für das italienische Team.